# Eberhard van der Laan
Eberhard Edzard van der Laan (Leiden, Holanda Meridional, Países Bajos, 28 de junio de 1955-Ámsterdam, Holanda Septentrional, Países Bajos, 5 de octubre de 2017) fue un político y abogado neerlandés. Miembro desde 1976 del Partido del Trabajo (PvdA). Entre 1990 y 1998, fue concejal del Ayuntamiento de Ámsterdam y años más tarde, tras un receso en su carrera política, entre 2008 y 2010 fue ministro de Vivienda, Comunidades e Integración en el gobierno de Jan Peter Balkenende. Desde el 7 de julio de 2010 hasta el momento de su muerte era el alcalde de Ámsterdam.

## Biografía
Nacido en la ciudad holandesa de Leiden el día 28 de junio de 1955. Allí creció y se graduó en secundaria. Posteriormente en el año 1983 obtuvo una Licenciatura cum laude en Derecho por la Vrije Universiteit de Ámsterdam (también conocida como "«VU University»"). Tras finalizar sus estudios superiores comenzó a trabajar como abogado en el Bufete "Trenité Van Doorne Advocaten", donde estuvo hasta 1992.  Seguidamente fue cofundador de la firma de abogados "Kennedy Van der Laan", en la cual ejerció y fue socio hasta 2008 que dejó la abogacía para dedicarse por completo a sus funciones políticas.

### Carrera política
Entró en el mundo de la política cuando en 1976 se hizo miembro del Partido del Trabajo de los Países Bajos (PvdA). Ocupó su primer puesto de responsabilidad publica como asistente del gobierno del Ayuntamiento de Ámsterdam. Tiempo más tarde entre 1990 y 1998 pasó a formar parte de la corporación municipal como concejal y al mismo tiempo en 1993 fue jefe del grupo parlamentario de su partido. Seguidamente dejó por unos años el ayuntamiento para trabajar como abogado.
Años más tarde retomó su carrera política, pero esta vez a nivel nacional tras ser nombrado el 14 de noviembre de 2008 por el primer ministro Jan Peter Balkenende en su gabinete, como Ministro de Vivienda, Comunidades e Integración. A su misma vez tuvo que ser designado con un escaño de diputado en el Parlamento de Holanda. El 23 de febrero de 2010, dejó el cargo de ministro y fue reemplazado por Eimert van Middelkoop. Seguidamente en sucesión de Lodewijk Asscher, el 7 de julio del mismo año tras ser aprobado por el Consejo Local y por Consentimiento real fue nombrado alcalde de Ámsterdam, cargo que desempeñó hasta su fallecimiento el 5 de octubre de 2017, a consecuencia de cáncer de pulmón.

## Condecoraciones
| Distinción                           | Período              | Otorgado por                                | Lugar        |
| Oficial de la Orden de Orange-Nassau | 17 de marzo de 2010. | Rey Guillermo Alejandro de los Países Bajos | Países Bajos |